# Трубридж, Томас
Томас Трубридж (англ. Thomas Troubridge, 1st Baronet; ок. 1758 — 1 февраля 1807) — офицер Королевского флота (впоследствии контр-адмирал) и политик.

## Биография
Получил образование в школе Святого Павла в Лондоне. Поступил на флот в 1773 году и, вместе с Нельсоном, служил в Ост-Индии на корабле 6 ранга HMS Seahorse. В 1784 году командовал фрегатом HMS Active. В 1784 году вернулся в Англию на HMS Sultan, как флаг-капитан адмирала Эдварда Хьюза. 
Назначен командовать фрегатом HMS Castor в мае 1794 года. Вместе с кораблём был захвачен французами во время сопровождения конвоя, но освобождён вскоре после этого. По возвращении был назначен командовать HMS Culloden, линейным кораблем третьего ранга, на котором возглавлял линию в битве при мысе Сент-Винсент. За его мужество и инициативу адмирал сэр Джон Джервис объявил ему благодарность. В июле 1797 года участвовал с Нельсоном в неудачной атаке на Санта-Крус-де-Тенерифе. В августе 1798 года, занимая позицию для атаки на французский флот, Culloden сел на мель у входа в залив Абукир и потому в битве при Абукире участия не принимал. Однако, по ходатайству Нельсона, Трубридж был награждён золотой медалью память о победе.
Затем служил в Средиземном море и был жалован баронетом в 1799 году. С 1801 по 1804 год был лордом Адмиралтейства. В 1802—1806 годах — член Парламента от Ярмута.
Стал контр-адмиралом непосредственно перед выходом в отставку. В 1805 году был назначен командующим в восточной зоне Ост-Индской станции, куда вышел на HMS Blenheim. По прибытии его назначение поменяли на мыс Доброй Надежды. Он покинул Мадрас в январе 1807 года, направляясь на мыс, но у берегов Мадагаскара старый и изношенный Blenheim попал в циклон и погиб вместе с адмиралом и всей командой.